# Тонкохребцеві
Тонкохребцеві (Lepospondyli) — підкласс вимерлих земноводних, що складається з 1 надряду, 4 рядів та 19 родин. Мешкали у кам'яновугільному періоді, вимерли у пермському періоді. Є предками безногих та хвостатих земноводних.

## Опис
Загальна довжина представників цього підкласу коливалася від 10 см до 1 м. Череп кремезний. Морда не була довгою. Хребет був ще не повністю окостенілим. На поперечному зрізі зуби не були утворені звитими дентиновими складками. Ребра були довгі та зігнуті. Звідси походить інша назва цих тварин — дугохребцеві. Також хребці мали веретеноподібну форму. Багато з представників цього підкласу у ході еволюції вдруге втратили свої кінцівки.

## Спосіб життя
Ці земноводні були дуже добре пристосовані до життя у воді. Вели переважно водний або напівводний спосіб життя. Полювали на здобич зазвичай у воді.

## Розповсюдження
Мешкали у Північній Америці та Європі.

## Систематика
- Ряд Adelospondyli
  - Родина Acherontiscidae
  - Родина Adelogyrinidae
- Ряд Aistopoda
  - Родина Lethiscidae
  - Родина Ophiderpetontidae
  - Родина Oestocephalidae
  - Родина Pseudophlegethontiidae
  - Родина Phlegethontiidae
- Ряд Nectridea
  - Родина Scincosauridae
  - Родина Diplocaulidae
  - Родина Urocordylidae
- Надряд Microsauria
  - Родина Odonterpentontidae
  - Родина Pantylidae
  - Родина Tuditanidae
  - Родина Hapsidopareiontidae
  - Родина Gymnarthridae
  - Родина Ostodolepidae
  - Родина Trihecatontidae
  - Родина Goniorhynchidae
  - Родина Brachystelechidae
    - Ряд Lysorophia

  - Родина Cocytinidae